# Metamorfóza rostlin
Metamorfóza rostlin je klíčová esej, kterou publikoval velký německý poetik a filozof Johann Wolfgang von Goethe, v roce 1790 (v originále Versuch die Metamorphose der Pflanzen zu erklären, v angličtině známá jako Metamorphosis of Plants). V této práci Goethe v podstatě popsal homologickou přírodu listových orgánů v rostlinách, od děložního lístku, přes fotosyntézu listů po okvětní lístky květin. Ačkoliv Richard Owen, významný britský přírodovědec (a oponent Charlese Darwina), který se zabýval anatomií obratlovců, je obvykle považován za otce definice slova homologie (v roce 1843), zdá se, že Goethe již přišel na sofistikovaný názor homologie a transformace (v idealistické morfologické perspektivě) o více než padesát let dříve.